# 田中孝宜
田中 孝宜（たなか たかのぶ、1965年3月29日 - ）は、日本の国際開発学者、元NHKエグゼクティブアナウンサー。博士（国際開発学）（名古屋大学）。現在は、神奈川大学国際日本学部教授。

## 経歴
大阪市出身。桃山学院高校を経て上智大学外国語学部卒業後入局。
ABC時代に大統領選挙の取材などに携わる。以後、国際報道が彼の主要分野となる。同時にリーズ大学大学院国際社会文化研究修了（国際社会学修士）。
名古屋勤務時、名古屋大学大学院国際開発研究科博士課程後期修了（国際開発学博士）。取材経験を通しインド洋地震津波災害後の開発協力と復興、災害報道の在り方などを研究。

## 過去の担当番組
- イブニングネットワークとやま（キャスター）
- 1992年アメリカ合衆国大統領選挙取材、国連取材
- 共に生きる明日（1996年4月 - ）
- 関西・テレビ丼
- ニュースパーク関西（キャスター）
- 関西845（キャスター）
- BS23（2001.4-2002.3、ザッピング担当）
- ETVスペシャル（キャスター）
- あなたの東海アーカイブス（キャスター）
- ほっとイブニング（2003年4月 - 2005年3月）
- 東海3県・東海北陸のニュース
- ビジネス未来人（2007年4月8日 - 2008年3月9日）
- ラジオ番組ディレクター業務、リポート制作
- NHK NEWSLINE（インドネシア取材リポート）
- マイあさ! （キャスター）（2019年4月1日 - 2025年3月28日）

## 論文
- 「防災・減災分野における国際協力の課題～インド洋地震津波災害後のJICAのタイでの活動を主たる事例に」（名古屋大学）

## 同期
- 岩佐英治（京都→佐賀→東京アナウンス室→福岡→東京アナウンス室→名古屋→放送文化研究所)
- 伊丹新（山口→佐賀→札幌→北見→ラジオセンターー→高松）
- 内美登志（函館→大分→仙台→高知→ラジオセンター→仙台→鹿児島→ラジオセンター）
- 小見誠広（甲府→松山→長崎→名古屋→東京アナウンス室→新潟→広島→東京アナウンス室→ラジオセンター→松山）
- 黒氏康博（大分→松山→東京アナウンス室→福岡→東京アナウンス室→G-Media出向→津→熊本→長崎→ラジオセンター)
- 児玉隆（長崎→鳥取→仙台→青森→室蘭→大阪→岡山→日本語センター→盛岡→松山→大阪→鳥取（副局長））
- 白崎義彦（釧路→旭川→福岡→東京アナウンス室→松山→高松→G-Media出向→福岡→札幌）
- 中村泰人（山形→和歌山→東京アナウンス室→静岡→福岡→佐賀→G-Media出向→静岡→G-Media出向→佐賀→G-Media出向）
- 広坂安伸（旭川→岐阜→長野→東京アナウンス室、情報ネットワーク出向、大阪、名古屋、神戸）
- 森下和哉（新潟→山形→松山→東京アナウンス室→秋田→ラジオセンター→日本語センター→東京アナウンス室→京都→東京→ラジオセンター→青森→事業センター→経理室）
- 和田成弘（松江→山口→札幌→金沢→ラジオセンター→千葉→ラジオセンター→放送文化研究所）